# Caprella kuroshio
Caprella kuroshio is een vlokreeftensoort uit de familie van de Caprellidae. De wetenschappelijke naam van de soort is voor het eerst geldig gepubliceerd in 1999 door Mori.